# Dolmen im Bois de la Plesse

Schema Galeriegrab

Die Dolmen im Bois de la Plesse liegen am Mont Castre, bei Lithaire im Département Manche in der Normandie in Frankreich. Die auf der Halbinsel Cotentin in der Nähe des „Camp de César“ gelegenen beiden Anlagen wurden 1964 von Bernard Edeine (1908–1999) untersucht und restauriert. Dolmen ist in Frankreich der Oberbegriff für Megalithanlagen aller Art (siehe: Französische Nomenklatur).
Koordinaten: 49° 17′ 8,9″ N, 1° 29′ 43,5″ W
Der besser erhaltene Dolmen Sud des Bois de la Plesse ist eine Megalithanlage vom Ende der Jungsteinzeit (2000 v. Chr.). Die west-ost ausgerichtete Anlage, mit Zugang im Westen, ist von bescheidener Dimension (Länge acht Meter). Erhalten sind die meisten Tragsteine aber keiner der Decksteine. Die geringe Höhe der Orthostaten weist auf eine Kammerhöhe von ungefähr einem Meter. Drei flache Steine unterteilen den Grabraum. Die wenigen erhalten Randsteine markierten die Grenze des vermutlich D-förmigen Steinhügels der ursprünglich wahrscheinlich den „Dolmen à couloir“ oder die Allée couverte bedeckte.
Eine weitaus stärker zerstörte Allée couverte liegt nördlich, etwa 30 m entfernt.